# Margarinotus bipustulatus
Карапу́зик двухпятни́стый (лат. Margarinotus bipustulatus) — вид жуков семейства карапузиков.
Четырехугольно-овальный, умеренно выпуклый, чёрный, блестящий, каждое надкрылье посредине с большим ступенчатым оранжево-красным пятном, которое простирается поперёк надкрылья от 1-й бороздки почти до 6-й.
Распространён в средней полосе и на юге европейской части России. Вид свойствен главным образом открытому степному ландшафту; встречается также на полях, на сухих выгонах, особенно на песчаной и супесчаной почве.